# سومین جنگ بردگان
سومین جنگ بردگان (به انگلیسی: Third Servile War)‏ (۷۳–۷۱ پیش از میلاد) آخرین سری از جنگ‌های ناموفق و بی‌ارتباط با گذشتهٔ بردگان شورشی علیه جمهوری روم بود که عمدتاً به جنگ‌های بردگان روم شهرت دارد. پلوتارک تاریخ‌نگار رومی این جنگ‌ها را نیز جنگ گلادیاتورها و جنگ اسپارتاکوس نامیده‌است. سومین جنگ بردگان تنها جنگی بود که مستقیماً قلب ایتالیا، یعنی رم، را تهدید می‌کرد. پیروزی‌های مکرر و رشد سریع شمار گروه‌های بردگان شورشی علیه روم بین سال‌های ۷۳ تا ۷۱ پیش از میلاد زنگ خطر را برای رومیان دوچندان می‌کرد. در نهایت کراسوس توانست به تنهایی و با ایجاد حملات نظامی متمرکز شورشیان را از پا درآورد، اما شورشیان توانستند در سال‌های بعد از جنگ به‌طور غیرمستقیم بر روی سیاست‌های رومیان اثر بگذارند.

## تاریخچه
در بین سال‌های ۷۳ تا ۷۱ پیش از میلاد؛ گروهی از بردگان فراری-که در اصل ۷۸ نفر گلادیاتور فراری بودند که تبدیل به یک گروه ۱۲۰ هزار نفره شامل مردان، زنان و کودکان شدند-بدون هیچ مجازاتی تحت رهبری چندین نفر که معروف ترینشان اسپارتاکوس بود، به ایتالیا حمله کردند. بدن‌های نیرومند این گلادیاتورها همواره به‌طرز شگفت‌آوری همچون سلاحی نیرومند در بین آن‌ها بود و بارها نشان دادند که قادر به مقابله با نیروهای مختلف از نیروهای کمپنی‌هایی و شبه نظامیان رومی گرفته تا سپاهیان تعلیم دیده تحت فرمان کنسول سیاسی امپراتوری روم. «پلوتارک» بر این باور است که همه تلاش بردگان بر این بوده که همراه بردگان رومی از اربابان خود رها شده و به سمت «گوال» (کشورهای بلژیک و فرانسه امروزی) فرار کنند؛ درحالیکه «آپیان و فلوروس» (تاریخ‌نگار) بر این باورند که قصد اصلی بردگان ایجاد جنگ داخلی در روم برای فتح کامل آن توسط بردگان بوده‌است
.
نگرانی سنای روم از موفقیت‌های نظامی بردگان و غارت شهرهای روم و اطراف آن، نهایتاً باعث شد که روم هشت سپاه خود را تحت فرماندهی بی رحم ولی مؤثر کراسوس اعزام کند. جنگ در سال ۷۱ پیش از میلاد تمام شد. زمانیکه اسپارتاکوس بعد از یک نبرد طولانی و تلخ و عقب‌نشینی در مقابل سپاهیان کراسوس به این موضوع پی برد که قرار است سپاهیان مگنوس و وارو نیز وارد جنگ شوند تا آن‌ها را به دام بی اندازند، نهایتاً تمام نیروهای خود را علیه سپاهیان کراسوس اعزام کرد که با شکست سختی رو به رو شد.
سومین جنگ بردگان تأثیر بسزایی روی تاریخ کهن روم و کارنامه کاری کراسوس و پومپی داشت. هر دو این نفرات از پیروزی خود مقابل شورشیان در اهداف سیاسی خود استفاده کردند. آنها با اتکا به محبوبیت بین مردم و میزان قدرتشان در ارتش انتخابات سنای روم را در سال ۷۰ پیش از میلاد به نفع خود تمام کردند. اقدامات این دو به عنوان اعضای سنا سهم بسزایی در نابودی نهادهای سیاسی روم داشت و در نهایت منجر به تبدیل جمهوری روم به امپراتوری روم شد.

## بردگی در روم
وجود بیگاری‌های ارزان قیمت در قالب بردگی عاملی مهم در اقتصاد به‌شمار می‌رفت. صاحبان این بردگان از آن‌ها برای انجام کارهای متنوعی از جمله خرید از بازرگانان خارجی و به بردگی گرفتن مردمان خارجی در زمان فتح نظامی استفاده می‌کردند. با حضور گسترده نیروهای رومی در جنگ‌های کشور گشایی در قرن‌های اول و دوم پیش از میلاد، ده‌ها اگر نگوییم صدها هزار نفر از بردگان از اروپا و مدیترانه وارد اقتصاد روم شدند. شمار زیادی از بردگان در معادن و بر روی زمین‌های کشاورزی در سیسیل و جنوب ایتالیا کار می‌کردند در حالیکه تعداد بردگانی که خدمتکار، صنعتگر و خادم شخصی بودند خیلی محدود بود.
در بیشتر اوقات در طول دوران حکومت جمهوری روم با بردگان با بی رحمی و سرکوب رفتار می‌شد. طبق قانون جمهوری خواهان برده یک شخص به‌شمار نمی‌رفت بلکه مال بحساب می‌آمد. صاحبان حق داشتند از آن‌ها سوء استفاده کنند، به آن‌ها صدمه بزنند و حتی بدون هیچ پیگردی قانونی برده‌های خود را بکشند. بردگان انواع مختلفی داشتند که کم ارزش ترینشان-دسته بزرگی را تشکیل می‌دادند- که در مزارع و معادن کار می‌کردند تا آخر عمر محکوم بودند بیگاری‌های سخت بدنی انجام دهند.
این رفتارهای سرکوب گرایانه و بیگاری‌ها با بردگان باعث شد تا جمعیت بردگان به شورشیان بدل شود. در ۱۳۵ سال و ۱۰۴ سال پیش از میلاد به ترتیب جنگ اول بردگان و جنگ دوم بردگان که در سیسیل اتفاق افتاد باعث شد تا گروه‌های کوچکی از شورشیان ده‌ها هزار نفر که خواستار فرار از دست حکومت سرکوب گر روم بودند را بیابند. اگرچه این درگیری‌های داخلی از نظر سنای روم جدی بنظر می‌رسید و مدت زیادی صرف سرکوب نظامی این گروه‌ها شد ولی آن‌ها هرگز تهدید جدی ای برای جمهوری روم به‌شمار نمی‌رفتند. قلب روم، ایتالیا، هرگز یورشی از بردگان را بخود ندید، حتی برده‌ها این قدرت را از خود نشان نمی‌دادند که برای شهر رم تهدیدی به‌شمار آیند. اما جنگ سوم بردگان همه چیز را عوض کرد.

## شورش(۷۳ سال پیش از میلاد)

### شورش اهالی کاپوآ
در حکومت آنزمان روم، بازی‌های گلادیاتوری یکی از محبوب‌ترین سرگرمی‌ها بحساب می‌آمد. در ایتالیا برای آماده کردن گلادیاتورها برای مسابقات تعدادی مدرسه تعلیم یا «لودی» ساخته شده بود. در این مدارس به زندانیان جنگی یا مجرمین محکوم که برده بحساب می‌آمدند، آموزش‌های لازم در مبارزات گلادیاتوری داده می‌شد.
در سال ۷۳ پیش از میلاد، ۲۰۰ گلادیاتور که در مدرسه‌ای در کاپوآ که در تملک لنتولوس باتیاتوس بود، نقشه فرار کشیدند. وقتی نقشه فرارشان لو رفت، ۷۰ نفر ار آن‌ها وسایل آشپزخانه (ساطورها و سیخ‌ها) را برداشته و برای رهایی خود از مدرسه شروع به جنگ کردند و تعدادی از ابزار و سلاح‌های گلادیاتوری را به‌چنگ آوردند.
گلادیاتورهای فراری بمحض آزاد شدن از افراد خودشان سه رهبر را برگزیدند. دو نفر بنام‌های کریکسس و اونومئوس از سرزمین گل (gaul) و اسپارتاکوس که گفته می‌شد اول عضو نیروهای کمکی «تریس» (سرزمین‌های شرق اروپا، بخشی از بلغارستان، یونان و ترکیه کنونی) از سپاهیان روم بود که به بردگی محکوم شد یا توسط سپاهیان به اسارت گرفته شد.

بردگان فراری قادر بودند تا گروه سربازان کوچکی که از کاپوآ دنبالشان فرستاده می‌شد را شکست دهند و خود را با سلاح‌هایی که بدست می‌آوردند و نیز سلاح‌های گلادیاتوری خودشان مجهز کنند. منابع مختلف شرح‌های ضد و نقیضی را در مورد چگونگی کارهای آن‌ها درست بعد از فرارشان بیان می‌کنند ولی عمدتاً بر این باورند که گروه گلادیاتورهای فراری اطراف کاپوآ را چپاول کردند و تعداد زیادی از بردگان را به گروه خود آوردند و در نهایت تصمیم گرفتند که به جایی که دارای موقعیت دفاعی مناسب در کوه‌های «وسوویوس» بروند.

### شکست سپاهیان پریتوری
درگیری‌های نخستین بین سپاهیان رومی و بردگان شورشی کاپوآ تا زمستان ۷۲–۷۳ پیش از میلاد که زمستان را نیز در بر می‌گرفت ادامه داشت. چون شورش‌ها و تجاوزات در «کُمپنیا» (شهری در جنوب ایتالیا که تفرجگاه ثروتمندان و قدرتمندان روم و خانه‌های زیادی هم در آن ساخته شده بود) رخ داد، همین امر باعث شد که خبر این شورش سریعاً بگوش مقامات رومی برسد. در ابتدا مقامات فکر می‌کردند که این شورش‌ها موج بزرگی از جرم و جنایت می‌باشد تا اینکه بخواهد شورشی مسلحانه باشد.
اما در اواخر همان سال، روم نیروی نظامی خود را تحت فرمان پریتور برای شکست شورشیان اعزام کرد. پریتور رومی بنام گایِس گلابر نیروی ۳ هزار نفری را آماده کرد ولی این نیرو متشکل از سپاهیان نبود بلکه همه شبه نظامی‌هایی بودند که با شتاب و به صورت تصادفی انتخاب شده بودند؛ زیرا هنوز این اقدام شورشیان را جنگ تلقی نمی‌کرد و تنها یک تجاوز یا حمله برای سرقت و غارت قلمداد می‌کرد.
نیروهای گلابر برده‌ها را در کوه‌های وسوویوس محاصره کردند و تنها راه عبور به پایین کوه را بستند. گلابر که از تسلط بر بردگان خشنود شده بود، تصمیم گرفت صبر کند تا گرسنگی باعث تسلیم شدن نیروهای بردگان شود. از آنجایی که بردگان آموزش‌های نظامی ندیده بودند، نیروهای اسپارتاکوس از ابزارهایی که در اختیار داشتند و هوش و ذکاوتشان در زمان رویارویی با ارتش‌های منظم رومی نهایت استفاده را بردند. در واکنش به محاصره یاران گلابر، افراد اسپارتاکوس از درخت‌ها و تاک‌هایی که در بالای کوه‌های وسوویوس سبز شده بود صناب و نردبان ساختند و از دره‌ای که درست در رشته کوه مقابل افراد گلابر قرار داشتند پایین آمدند. آنها وسوویوس را دور زدند و به ارتش شبیخون زدند و افراد گلابر را نابود کردند.
دومین نیروی اعزامی این بار تحت فرماندهی پریتور وارینیوس برای مقابله با اسپارتاکوس اعزام شد. به دلایلی وارینیوس فرماندهی نیروهای خود را به دو زیر دست خود یعنی فوریوس و کسینیوس سپرد. پلوتارک می‌گوید که فوریوس فرماندهی ۲ هزار نفر را بعهده داشت ولی این نیرو نه قدرت ماندن و نه قدرت مقابله را داشت و نه از شبه نظامیان و سپاهیان تشکیل شده بود. بردگان فراری این نیرو را نیز شکست دادند:کسینیوس در این جنگ کشته شد و وارینیوس تا مرز دستگیر شدن رفت و همه تجهیزات آن‌ها به دست بردگان افتاد. با ادامه یافتن این پیروزی‌ها تعداد نفرات زیادی به نیروهای اسپارتاکوس ملحق می‌شوند؛ حتی گله داران و چوپانان آن مناطق نیز به او می‌پیوندند و شمار نیروهای اسپارتاکوس به ۷۰ هزار نفر می‌رسد. بردگان فراری کل زمستان ۷۳–۷۲ را به تمرین و تعلیم و مجهز کردن نیروهایشان به سلاح و گسترش قلمرو خود به شهرهای نولا، نوکریا، توری و متاپنتوم پرداختند.
پیروزی‌های بردگان در این جنگ‌ها برایشان تبعاتی هم بدنبال داشت. در طول یکی از وقایع یکی از رهبران بردگان (اونومئوس) در طول یکی از جنگ‌ها ناپدید می‌شود و دیگر در تاریخ سخنی از او به میان نمی‌آید.

## انگیزه بردگان فراری
در پایان سال ۷۳،اسپارتاکوس و کریکسوس فرماندهی گروه بزرگی از مردان مسلح را بعهده داشتند که توانایی‌هایشان را برای رویارویی با ارتش‌های رومی ثابت کرده بودند. مشخص کردن انگیزه آن‌ها برای اینکه با این گروه قرار است چه کارهایی انجام دهند برای خوانندگان امروزی کار مشکلی است. چون سومین جنگ بردگان نهایتاً یک شورش ناموفق بود و هیچ سند دسته اولی برای اهداف و انگیزه‌های آن‌ها موجود نیست و تاریخ نگاران در مورد اهداف جنگ تئوری‌های ضد و نقیضی را بیان کرده‌اند. بیشتر جنگ نگاران امروزی مدعی هستند که این افراد به دو گروه تقسیم شده‌اند. عده‌ای که تحت فرمان اسپارتاکوس بودند و خواستار فرار به سمت رشته کوه‌های آلپ و آزادی بودند و گروهی که تحت فرمان کریکسس بودند و خواهان ماندن در جنوب ایتالیا و ادامه دادن به غارت و چپاول بودند. در اینجا به تفسیر این وقایع می‌پردازیم:
فلوروس شهرهایی را که بردگان آن‌ها را غارت کرده‌اند را لیست کرده‌است که توری و متاپنتوم را شامل می‌شود که از نظر جغرافیایی فاصله زیادی با نولا و نوکریا دارد. این‌ها حاکی از وجود دو گروه‌است:نهایتاً پابلیکولا به کریکسس و ۳۰ هزار نفر از افرادش که گفته می‌شود از گروه اصلی تحت فرمان اسپارتاکوس جدا شده بودند حمله کرد. پلوتارک هدف اصلی بردگان را غارت ایتالیا عنوان می‌کند و نه فرار کردن به رشته کوه‌های آلپ. اگرچه این جدایی مغایرتی با منابع تاریخی ندارد ولی هیچ مدرک قاطعی برای حمایت از این تئوری موجود نیست.
بعضی از داستان‌های تاریخی مثل فیلم «اسپارتاکوس» ساخته «استنلی کوبریک» در سال ۱۹۶۰ اسپارتاکوس را فردی مبارز برای آزادی به تصویر می‌کشد، فردی که می‌جنگد تا جامعه فاسد روم را تغییر دهد و به سنت برده داری رومیان پایان بخشد. اگرچه این تصویر با منابع تاریخی مغایرتی ندارد اما هیچ سند تاریخی ای موجود نیست که نشان دهد هدف بردگان فراری پایان دادن به بردگی در جمهوری روم بوده‌است. حتی هیچ‌یک از اقدامات اسپارتاکوس به‌طور مشخص پایان دادن به بردگی را هدف قرار نمی‌دهد. حتی خود تاریخ نگاران قدیمی که خود سال‌ها پس از این وقایع این اتفاقات را ثبت کرده‌اند، به‌طور قطع از اهداف و انگیزه‌های اسپارتاکوس آگاه نیستند. آپیان و فلوروس این‌گونه می‌نویسند که هدف اصلی اسپارتاکوس حمله مستقیم به شهر رم بوده‌است (اگرچه این نظریه‌ها ممکن است برگرفته از افکار ناشی از ترس رومیان بوده باشد)
حتی اگر هدف اسپارتاکوس حمله مستقیم به رم بوده‌است، حتماً دست از این هدفش کشیده‌است. پلوتارک می‌نویسد که اسپارتاکوس صرفاً خواهان فرار به سمت شمال و سرزمین گاول (گل) بوده‌است تا مردمانش را به خانه‌هایشان بازگرداند.

## شکست سپاهیان کنسول سیاسی روم
در بهار سال ۷۲ پیش از میلاد، بردگان فراری پناهگاه‌های خود را رها کردند و حرکت به سمت شمال و گل(Gaul) را آغاز کردند. سنای روم که میزان شورش‌ها و شکست نیروهای پریتوری، گلابر و وارینیوس آگاه شده بود، دو سپاه از سپاهیان سنای روم را به فرماندهی پابلیکولا و کلودیانوس اعزام کرد. در ابتدا سپاهیان سنای روم پیروز شدند. گلیوس با ۳۰ هزار نفر از بردگانی که تحت فرمان کریکسس بودند در نزدیکی کوه‌های گارگاروس روبه رو شد و موفق به کشتن دو سوم از بردگان از جمله خود کریکسس شد. در این برهه از تاریخ میان منابع تاریخی اختلافاتی وجود دارد. این اختلافات تا زمان حضور کراسوس در جنگ پا برجاست. دو تن از برجسته‌ترین تاریخ نگاران، آپیان و پلوتارک، دو داستان متفاوت را در مورد این جنگ بیان می‌کنند. اما هیچ‌یک از این دو ناقض هم نیستند بلکه دو داستان مختلف را شرح می‌دهند و جریان‌هایی را که انکار می‌کنند، به زبان خود شرح می‌دهند.

## آپیان
گلیوس پس از پیروزی بر کریکسوس به سمت شمال حرکت کرد تا بتواند گروه اصلیه بردگان که تحت فرمان اسپارتاکوس بودند و به سمت گاول حرکت می‌کردند را پیدا کند. ارتش لنتولوس نیز برای بستن راه اسپارتاکوس بکار گرفته شد و کنسول روم امید داشت تا ارتش اسپارتاکوس را بین این دو ارتش گیر بی اندازد. ارتش اسپارتاکوس با سپاه لنتولوس در گیر شد و آن‌ها را شکست داد، سپس برگشت و سپاه گلیوس را نابود کرد و سپاهیان روم مجبور شدند تا با آشفتگی عقب‌نشینی کنند. آپیان مدعیست که اسپارتاکوس برای انتقام خون کریکسس ۳۰۰ نفر از سربازان رومی را مجبور کرد که تا مرگ مثل گلادیاتورها با هم مبارزه کنند. در ادامه این پیروزی، اسپارتاکوس با همه همراهانش(۱۲۰ هزار نفر) با سرعت هرچه تمام به سمت شمال حرکت کرد. «او تمامی ابزار بی‌مصرف گروه را آتش زد، زندانیانش را کشت و همه دام‌ها را سلاخی کرد تا گروه برای سفر آماده شود.»
سپاهیان شکست خورده کنسول سیاسی روم هم‌زمان که اسپارتاکوس در حال حرکت به سمت شمال بود، به رم بازگشت تا تجدید نیرو کنند. سپاهیان کنسول سیاسی روم بار دیگر با ارتش اسپارتاکوس در منطقه پیچنوم رو به رو شدند و باز هم شکست خوردند. آپیان مدعیست که اسپارتاکوس پس از این جنگ تصمیم خود را مبنی بر حمله به رم منتفی می‌کند. گفته می‌شود که این تصمیم را خود اسپارتاکوس پس از جنگ در منطقه پیچنوم گرفته‌است زیرا او در ارتش خود توان اینچنین حمله‌ای را نمی‌دید و افرادش هم به‌طور کامل مسلح نبودند، هنوز هیچ شهری به او ملحق نشده بود و افرادش همه برده، رها شده و اراذل و اوباش بودند؛ بنابراین دوباره تصمیم گرفت تا به جنوب ایتالیا برگردد. آنها شهر توری را گرفتند و اطرافش را محاصره کردند. خود را مسلح کردند و قلمرویی برای خود برپا کردند. آنها از چیزهایی که غارت کرده بودند با بازرگانان تهاتر می‌کردند و در ازا از آن‌ها برنز و آهن می‌خریدند تا سلاح بسازند.

## پلوتارک
طبق گفته‌های پلوتارک بعد از نبرد بین گلیوس و مردان کریکسوس (که بقول پلوتارک آلمانی بودند) که در کوه‌های گارگاروس رخ داد، افراد اسپارتاکوس با سپاهی که تحت فرمان لنتولوس بود رو به رو شدند و آن را شکست دادند و آب، خوراک و تجهیزاتشان را مال خود کردند و مستقیماً به سمت شمال ایتالیا حرکت کردند. بعد از این شکست، سنای روم هر دو کنسول سیاسی را از فرماندهی سپاهیانشان ساقط کرد و آن‌ها را به رم فراخواند. پلوتارک هرگز از جنگ میان اسپارتاکوس و سپاه گلیوس حرفی به میان نمی‌آورد و حتی چیزی هم در مورد رویارویی اسپارتاکوس با ارتش ترکیبی کنسول سیاسی روم در منطقه پیچنوم نگفته‌است. بعد از این پلوتارک جزئیات نبردی را توضیح می‌دهد که در آپیان از آن صحبتی نشده‌است. ارتش اسپارتاکوس به حرکت خود به سمت شمال ادامه می‌دهد تا به منطقه‌ای بنام «موتینا» (مودنا امروزی) می‌رسد. در آنجا ارتش رومی متشکل از ۱۰ هزار سرباز به رهبری فرماندار گاول و لانگینوس تلاش می‌کنند تا راه اسپارتاکوس را سد کنند و آن‌ها نیز شکست می‌خورند. پلوتارک توضیح بیشتری دربارهٔ وقایع تا اولین رویارویی اسپارتاکوس و کراسوس در بهار سال ۷۱ پیش از میلاد نمی‌دهد. او حتی فکر حمله به رم و عقب‌نشینی به شهر توری را که در آپیان شرح داده شده‌است را حذف کرده‌است. اما به این موضوع اشاره کرده‌است که کراسوس ارتش اسپارتاکوس را مجبور به عقب‌نشینی به سمت جنوب و پیچنوم کرده‌است. این امکان وجود دارد که بردگان شورشی از جنوب به پیچنوم در اوایل سال ۷۱ پیش از میلاد نزدیک شده‌اند و استدلال هم این است که بردگان از موتینا عقب‌نشینی کرده به سمت جنوب و مرکز ایتالیا در زمستان ۷۲–۷۱ حرکت کرده‌اند. چرا این کار را انجام دهند وقتی دلیلی برای فرار به سمت رشته کوه‌های آلپ (هدف اسپارتاکوس بر مبنای پلوتارک) عنوان نشده‌است.

## جنگ تحت فرمان کراسوس(۷۱ سال پیش از میلاد)
اتفاقات اوایل سال ۷۱ پیش از میلاد باعث می‌شود تا مارکوس کراسوس فرماندهی سپاهیان رومی را بدست گیرد و با اسپارتاکوس مواجه شود و بردگان فراری را وادار به عقب‌نشینی به تنگه «مسینا» کند. پلوتارک مدعیست که این اتفاقات در منطقه پیچنوم رخ داده‌است درحالیکه آپیان بر این باور است که اولین رویارویی این دو در منطقه «سَمنیوم» رخ داده‌است. علی‌رغم این ضد و نقیض‌ها در منابع تاریخ کهن در مورد وقایع سال ۷۲ پیش از میلاد، می‌توان به این نتیجه رسید که اسپارتاکوس و یارانش در اوایل سال ۷۱ در جنوب ایتالیا بوده‌اند.

## فرماندهی کراسوس
سنای روم این بار دیگر از پیروزی‌های بی‌وقفه شورشیان که در حال رخ دادن در ایتالیا بود احساس خطر می‌کند و مأموریت از پای درآوردن شورشیان را به دست مارکوس کراسوس می‌سپارد. کراسوس به هیچ عنوان با سیاست‌های روم یا فرماندهی نظامی بیگانه نبود زیرا او فرماندهی ارتشی را که تحت فرمان کورنلیوس سولا در طول جنگ داخلی دوم بین سولا و گروه ماریان در سال ۸۲ پیش از میلاد رخ داده بود بر عهده داشت. او در همان دوران در زمان دیکتاتوری سولا خدمت می‌کرد.
به کراسوس مقام فرماندهی ارتش داده شد و فرماندهی ۶ سپاه جدید علاوه بر دو سپاهی که تحت فرمان دو فرمانده پیشین کنسول روم، گلیوس و لنتولوس، بود نیز داده شد. در کل ۴۰ تا ۵۰ هزار سرباز تعلیم دیده را در اختیار او گذاشتند. کراسوس با سربازانش با بی رحمی، شکنجه و انضباط رفتار می‌کرد. او حتی مجازات مرگ را برای سربازانش احیا کرده بود. آپیان در این مورد مطمئن نیست که آیا پس از به قدرت رسیدن کراسوس، او دو سپاه کنسول روم را به خاطر بزدلی و ترس قتل‌عام کرده یا در شکست پیش رو، کل سپاهیانش را کشته‌است. (واقعه‌ای که در آن ۴ هزار نفر سپاهیان اعدام شدند)
پلوتارک به این موضوع اشاره دارد که او ۵۰ نفر از سپاهیان خود که از دوستان او بودند را پس از شکست مومیوس در نخستین رویارویی اسپارتاکوس با کراسوس کشته‌است. بدون در نظر گرفتن از هر آنچه که حقیقتاً اتفاق افتاده‌است، رفتار کراسوس با سپاهیانش ثابت کرد که خود او از دشمن برایشان خطرناک تر است و این امر سپاهیان را ترغیب به پیروزی می‌کرد تا اینکه بخواهند خاطر فرمانده‌شان را پریشان کنند.

## کراسوس و اسپارتاکوس
زمانیکه نیروهای اسپارتاکوس بار دیگر به سمت شمال حرکت کردند، کراسوس هر شش سپاه خود را در مرز آن منطقه بخدمت گرفت. این منطقه طبق پلوتارک در نزدیکی پیچنوم رخ داد که اولین رویارویی کراسوس با اسپارتاکوس بود ولی آپیان به این معتقد است که اولین رویارویی این دو در سمنیوم اتفاق افتاده‌است. کراسوس همچنین دو سپاه دیگر خود را که تحت فرماندهی مومیوس بود را برای حرکت در پشت ارتش اسپارتاکوس اعزام کرد ولی دستور داده بود که با ارتش اسپارتاکوس در گیر نشود. وقتی موقعیت فراهم شد، مومیوس از فرمان سرپیچی کرد به ارتش اسپارتاکوس حمله کرد و متعاقباً شکست خورد. علی‌رغم این شکست اولیه، کراسوس با اسپارتاکوس درگیر شد و او را شکست داد و حدود ۶ هزار نفر از شورشیان را کشت. این بار در جنگ دیگر ورق برگشته بود. سپاهیان کراسوس در چندین رویارویی پیروز شده بودند و هزاران نفر از بردگان فراری را از پای درآورده بودند. این پیروزی‌ها اسپارتاکوس را وادار به عقب‌نشینی به سمت جنوب و از لوکنیا به تنگه مسینا کرد. طبق پلوتارک اسپارتاکوس با دزدان دریایی «سیسیل» معامله‌ای کرد تا او و ۲ هزار نفر از افرادش را به «سیسیلی» منتقل کنند تا بتواند بردگان را در آنجا به شورش تحریک و تجدید نیرو کند. اما دزدان دریایی به آن‌ها خیانت می‌کنند و پول‌ها را گرفته بردگان را تنها می‌گذارند.
منابع فرعی این‌گونه شرح می‌دهند که در کلک‌ها و کشتی سازی‌ها تلاش‌هایی برای فرار شورشیان وجود داشته‌است ولی کراسوس اقدامات نامشخصی را انجام داده که شورشیان را متقاعد کند که هیچ راه فراری برای عبور از سیسیل وجود ندارد و بنابراین تلاش‌هایشان بی‌فایده ماند.
بعد از این جریان اسپارتاکوس به سمت «رجیوم» عقب‌نشینی کرد. سپاهیان کراسوس آن‌ها را تعقیب کردند و علاوه بر مبارزات بردگان شورشی توانستند تا استحکاماتی را در منطقه رجیوم بنا کنند. سپاهیان کراسوس بردگان را محاصره و راه آب و خوراک را به رویشان بستند.

## رسیدن سپاهیان کمکی و پایان جنگ
در سال ۷۱ نیروهای اسپارتاکوس محاصره سپاهیان کراسوس را شکستند و به کوهستانی در نزدیکی "پِتلیاً عقب‌نشینی کردند و آخرین وقایع جنگ در آنجا رخ داد.
در این زمان سپاهیان پومپی پس از نابود کردن شورشیان کوئینتوس سرتُریوس در "هیسپانیا"(نامی رومی برای "شبه جزیره ایبریان") در حال بازگشت از شمال به سمت ایتالیا بودند. منابع تاریخ بر سر این موضوع اختلاف نظر دارند که آیا کراسوس درخواست تجدید نیرو کرده‌است یا سنای روم از بازگشت سپاهیان پومپی نهایت استفاده را برده‌است. ولی به سپاهیان پومپی فرمان دادند که از رم گذر کرده و برای کمک به کراسوس به جنوب حرکت کنند. سنای روم نیز نیروی تازه‌نفسی را تحت فرماندهی لوکولوس اعزام کرد. با حرکت سپاهیان پومپی از شمال و رسیدن نیروهای لوکولوس به منطقه "بروندیسویوم"، کراسوس به این موضوع پی برد که اگر خود به تنهایی نتواند به سرعت یورش بردگان را نابود کند همه اعتبارات جنگی از آن ژنرال‌هایی خواهد شد که با نیروهای کمکی از راه رسیده بودند. این موضوع باعث شد تا او نیروهای خود را تحریک به پایان دادن هرچه سریعتر جنگ کند.
اسپارتاکوس پس از شنیدن خبر نزدیک شدن سپاهیان پومپی تلاش کرد تا با کراسوس به توافق برسد و پیش از رسیدن نیروهای کمکی روم، به جنگ پایان دهد. زمانیکه کراسوس پیشنهاد را رد کرد، بخشی از نیروهای اسپارتاکوس از او جدا شدند و به کوهستان‌های غرب "پتلیا"(استرونگلی امروزی) در "بروتیوم" گریختند. نیروهای کراسوس آن‌ها را تعقیب کردند. سپاهیان موفق شدند تا کل نیروهایی که به فرماندهی گنکس و کاستوس از ارتش اسپارتاکوس جدا شده بودند را گیر انداخته و ۱۲۳۰۰ نفر را قتل‌عام کنند.
اما سپاهیان کراسوس نیز متحمل شکست‌هایی شدند. ارتش بردگان با نیروهای تحت فرمان کوئینکتیوس و سروفا روبه رو شدند و آن‌ها را نابود کردند. ارتش بردگان شورشی متشکل از سربازان حرفه‌ای و تعلیم دیده نبود و به همین دلیل آن‌ها تا حدی قادر به ایستادگی بودند. ارتش بردگان خواهان فرار از میدان جنگ نبود و باز عده‌ای از آنان از گروه اصلی جدا شدند تا به‌طور مستقل حملات خود را به نیروهای در حال نزدیک شدن کراسوس تحمیل کنند.
اسپارتاکوس وقتی دید که نظم ارتشش به هم خورده، کل نیروهایش را برگرداند تا با کل قوا به سپاهیان در حال نزدیک شدن حمله‌ور شود. نیروهای اسپارتاکوس در آخرین ایستادگیشان به‌طور کامل شکست خوردند و شمار بسیاری زیادی از آن‌ها در میدان جنگ کشته شدند. سرنوشت اسپارتاکوس به دلیل اینکه جسدش هرگز پیدا نشد، در نهایت نا معلوم ماند. ولی بگفته بیشتر تاریخ نگاران او نیز همراه یارانش در جنگ کشته شده‌است
.

## پیامدهای پس از جنگ
اگرچه سپاهیان پومپی هرگز به‌طور مستقیم با ارتش اسپارتاکوس درگیر نشدند، اما توانستند ۵ هزار نفر از شورشیانی که از میدان جنگ فرار کرده بودند را پیدا و قتل‌عام کنند. بعد از این عمل، پومپی نامه‌ای به سنای روم فرستاد و در نامه عنوان کرد که این کراسوس بود که در جنگی آشکار کار شورشیان را یکسره کرد، اما این خود او بوده که به جنگ پایان داده‌است. به همین دلیل او ادعای اعتبارات جنگی فراوانی داشت و با این کارش آتش دشمنی کراسوس را نسبت به خود برافروخت.
درحالیکه بیشتر بردگان شورشی در میدان جنگ کشته شدند، ولی سپاهیان کراسوس ۶ هزار نفر از نجات یافتگان را دستگیر کردند و به گفته آپیان به نشانه عبرت بقیه، آن‌ها را در طول مسیر کاپوآ تا رم به صلیب کشیدند.
. سومین جنگ بردگان آخرین سری از جنگ بردگان علیه روم بود و رومیان دیگر هرگز چنین شورش‌هایی را به خود ندیدند.